# Penkridge
Penkridge ist eine Stadt und eine Verwaltungseinheit im District South Staffordshire in der englischen Grafschaft Staffordshire. Penkridge ist 9,4 km von Stafford entfernt. Im Jahr 2001 hatte sie 7181 Einwohner. Penkridge wurde 1086 im Domesday Book als Pancriz erwähnt.